# Mwezi III. Ndagushimiye
Mwami Mwezi III. Ndagushimiye war König des Königreiches Burundi von 1709 bis 1739. Er war der Nachfolger von Ntare I. Rushatsi damit war er der zweite König des Landes. Das meiste über ihn ist nur durch mündliche Quellen bekannt.
Sein Sohn und Nachfolger war Mutaga III. Senyemwiza. Mündliche Quellen berichten, dass es bereits zur Ndagushimiyes Zeit Konflikte mit Ruanda gegeben hat.

## Weblink
- Liste der Herrscher und Präsidenten Burundis

| Vorgänger         | Amt                         | Nachfolger             |
| ----------------- | --------------------------- | ---------------------- |
| Ntare I. Rushatsi | König von Burundi 1709–1739 | Mutaga III. Senyamwiza |

| Personendaten    | Personendaten                                                     |
| ---------------- | ----------------------------------------------------------------- |
| NAME             | Mwezi III. Ndagushimiye                                           |
| ALTERNATIVNAMEN  | Mwami Mwezi III. Ndagushimiye                                     |
| KURZBESCHREIBUNG | König von Burundi (1709–1739), Nachfolger von Ntare III. Rushatsi |
| GEBURTSDATUM     | vor 1709                                                          |
| STERBEDATUM      | nach 1739                                                         |